# Contusion pulmonaire
 Mise en garde médicale
Une contusion pulmonaire est une ecchymose du poumon causée par un traumatisme thoracique.